# Fontana dei Due Oceani
La Fontana dei Due Oceani (Fountain of Two Oceans) è una fontana situata nella città di San Diego, in California. Venne realizzata dallo scultore italiano Sergio Benvenuti nel 1984 ed è situata davanti all'ingresso del grattacielo Wells Fargo Plaza, all'angolo tra la Quinta Strada (Fifth Avenue) e la B Street.

## Storia e descrizione
L'opera venne realizzata dopo che Patrick Bowlen, il presidente di un gruppo finanziario attivo negli Stati Uniti d'America, volle che accanto al suo grattacielo in costruzione a San Diego sorgesse un gruppo scultoreo di fattura fiorentina. Pertanto, un suo collaboratore originario di Firenze si recò nel capoluogo toscano in cerca di una fonderia dove potesse essere fatta una fusione in bronzo del gruppo scultoreo. A realizzare il modello per la fontana fu lo scultore Sergio Benvenuti, mentre la fonderia Marinelli si occupò di tradurre il progetto nel bronzo.
La fontana ritrae una donna e un uomo, entrambi nudi, seduti l'una accanto all'altro su una base circolare dalla quale sgorga l'acqua della fontana. Queste due figure sono le personificazioni dei due oceani che bagnano le coste degli Stati Uniti d'America, ovverosia l'oceano Atlantico a est e l'oceano Pacifico a ovest.